# Pogonias cromis
Pogonias cromis, popularmente conhecida no Brasil como  miraguaia ou corvina-preta, é uma espécie de peixe teleósteo, perciforme, da família dos cienídeos. Chega a medir até 1,50 metro de comprimento, chegando a pesar até 51kg. Sua coloração varia entre cinza, marrom e negro, com quatro ou cinco faixas verticais escuras. É a única espécie do gênero Pogonias (monotípico).
Outras denominações populares da espécie incluem: burriquete, graúna, miragaia, perombeba, piraúna, vaca e quindunde.